# HeForShe
HeForShe(又常被稱作 He for She，中文譯作「他為她」、「他为了她」、「男性促进女性权利」) 是一個由聯合國婦女權能署發起以促進性別平等為宗旨的團結性活動，該活動鼓勵男性勇於對日常生活中發生之一切負面性別不平等事件做出行動，並藉此成為改變社會的原動力。  本於性別平等是一個對於全人類各個層面都有影響的議題，該活動尋求男性加入原本被認為僅與女性相關的運動。

## 連結
- 官方網站
- HeForShe的Facebook專頁
  - 他為她 Heforshe（页面存档备份，存于）中文版Facebook頁面（非官方）
- HeForShe的X（前Twitter）
- HeForShe（页面存档备份，存于）Youtube頻道
- 致所有想要為女性創造光明未來的男性（页面存档备份，存于）伊麗莎白·妮亞馬亞羅（Elizabeth Nyamayaro，該運動負責人）演講